# Brillliner
Een Brillliner is een type tram dat grote gelijkenis vertoonde met de in de jaren 1930 in de Verenigde Staten ontwikkelde PCC-car.

## Geschiedenis
De J.G. Brill Company was oorspronkelijk lid van de Electric Railway Presidents’ Conference Committee (ERPCC) die in de jaren 1930 de PCC-car ontwikkelde. Zij was een van de drie trammateriaalbouwers die lid van de ERPCC waren en in de jaren 1930 de grootste bouwer van trams ter wereld.
Brill was ontevreden met de ontwikkelingen binnen de ERPCC en begon zelfstandig, met behulp van niet gepatenteerde PCC-kenmerken, een eigen ontwerp tram te ontwikkelen en te bouwen. De 10 Brillliners voor Washington D.C. waren in 1935 daarvan het resultaat.
De Brillliner is nooit een massaproduct geworden doordat de concurrenten St. Louis Car en Pullman-Standard een betere nieuwe tram produceerden: de PCC-car. Wat betreft gewicht – de wagens waren zeer licht – en het ontwerp van de krachtoverbrenging van de motoren op de wielen waren de Brillliners zeer goed ontworpen. De onderstellen waren echter qua sterkte veel minder van kwaliteit dan die van de PCC-wagens. De algemene opinie was dat Brill deze problemen wel had op kunnen lossen als ze maar genoeg wagens hadden verkocht; een geluk dat de fabrikanten van de PCC-car – die net zo goed kinderziektes had – wel hadden.

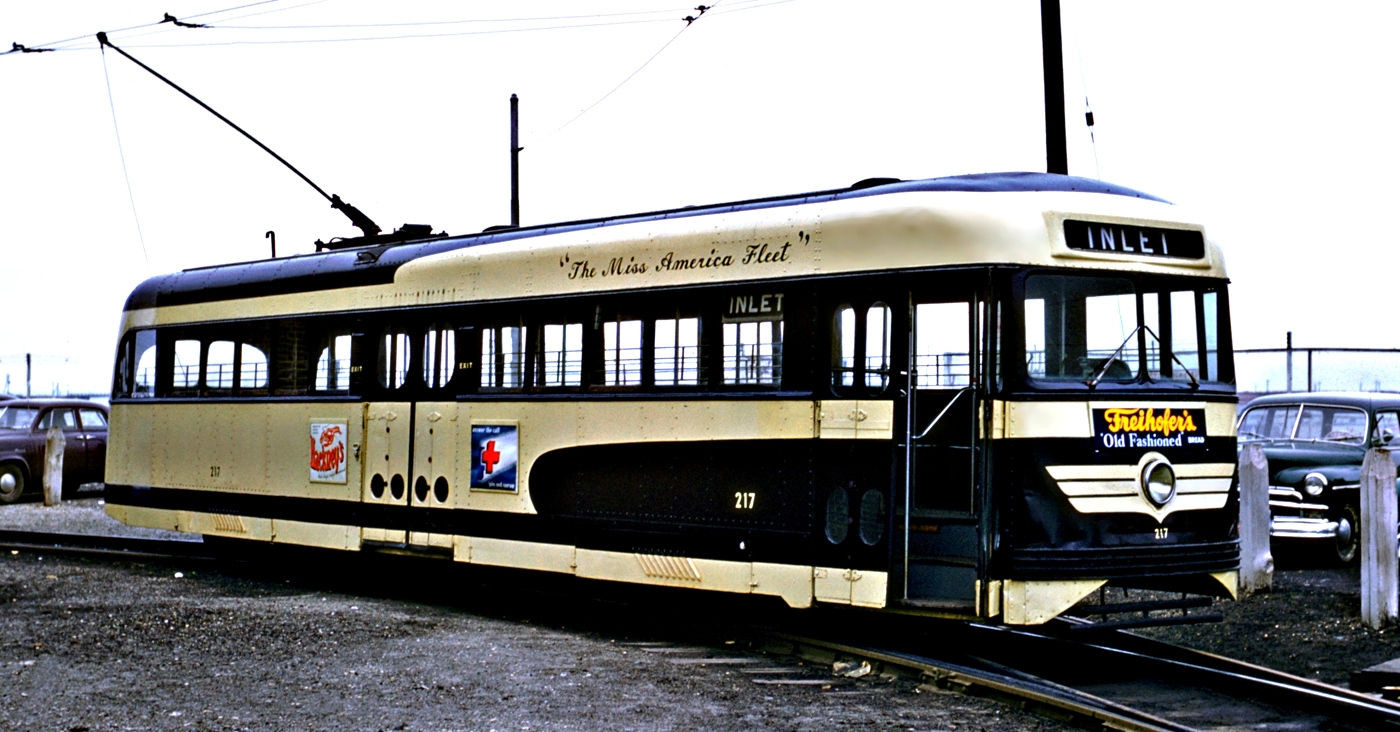
Een van de Brillliners in Atlantic City, N.J. in de jaren 1950. De beschildering is ontworpen door Raymond Loewy en vertoont gelijkenissen met de PCC-cars van Kansas City.

## Inzet
In de Verenigde Staten werden de volgende Brillliners geproduceerd:
- Atlantic City: 25 wagens (6891, 6902 – 6925) later 201 – 225

De beroemde industriële ontwerper Raymond Loewy, die ook de beschildering van PCC’s in Cleveland en het ontwerp van de elektrische locomotief GG1 van de Pennsylvania Railroad op zijn conto mocht schrijven, ontwierp ook de beschildering van deze trams die de ‘Miss America Fleet’ werden gedoopt.
- Baltimore: 1 wagen (7501) – gesloopt in 1956.
- Chicago: 1 wagen (7001).
- Cincinnati: 1 wagen (1200) later 1128.
- Philadelphia:
  - Philadelphia Transportation Co.: 3 wagens (2021 – 2023) – gesloopt in 1965.
  - Philadelphia Suburban Transportation Co.: 10 wagens (1 – 10)
- San Francisco: 2 wagens uit de eerste serie ‘Magic Carpets’ (1000 – 1005)
- Washington D.C. 10 wagens (1001 – 1010)

Aan het eind van de jaren veertig zijn bij de Brusselse tram Brillliner-draaistellen beproefd onder motorwagen 5018, die fungeerde als prototype voor de PCC-cars die later aan deze stad zouden worden geleverd.